# Mirambeau, Charente-Maritime
Mirambeau je naselje in občina v zahodnem francoskem departmaju Charente-Maritime regije Poitou-Charentes. Leta 2006 je naselje imelo 1.454 prebivalcev.

## Geografija
Kraj se nahaja v pokrajini Saintonge 44 km južno od njenega središča Saintes.

## Uprava
Mirambeau je sedež istoimenskega kantona, v katerega so poleg njegove vključene še občine Allas-Bocage, Boisredon, Consac, Courpignac, Nieul-le-Virouil, Saint-Bonnet-sur-Gironde, Saint-Ciers-du-Taillon, Saint-Dizant-du-Bois, Saint-Georges-des-Agoûts, Saint-Hilaire-du-Bois, Saint-Martial-de-Mirambeau, Sainte-Ramée, Saint-Sorlin-de-Conac, Saint-Thomas-de-Conac, Salignac-de-Mirambeau, Semillac, Semoussac in Soubran s 7.403 prebivalci.
Kanton Mirambeau je sestavni del okrožja Jonzac.

## Zanimivosti
- Château de Mirambeau
- Notredamska cerkev iz 19. stoletja,
- cerkev Saint-Martin de Petit-Niort.
- Kraj je vmesna postaja na romarski poti v Santiago de Compostelo z začetkom v Parizu (Via Turonensis).